# ラトゥマラナ空港
ラトゥマラナ空港（ラトゥマラナくうこう、シンハラ語: රත්මලාන ගුවන්තොටුපල、タミル語: இரத்மலானை பன்னாட்டு வான்முகம்、英語: Ratmalana Airport）は、スリランカ西部州コロンボ県のデヒワラ・マウントラビニア市ラトゥマラナに位置する空港である。

## 概要
主に同国最大の都市コロンボの国内線を担当する空港であり、コロンボの中心部から南に15km程の距離にある。コロンボ空港（කොළඹ ගුවන්තොටුපළ、கொழும்பு விமான நிலையம்、Colombo Airport）とも呼ばれる。
開港は1935年、民間使用の開始は1938年で、スリランカではトリンコマリー空港に次ぐ2番目に古い空港である。1967年にバンダラナイケ国際空港が開港するまでは、国際線も担当するコロンボ唯一の国際空港であった。
軍民共用空港であり、ラトゥマラナ空港にはスリランカ空軍のラトゥマラナ空軍基地が置かれている。2013年現在は、主に輸送任務に従事する第4・第8飛行隊が駐屯している。スリランカ内戦期間中は空軍基地としてのみ使用されていたが、内戦終結後の2009年ごろから再び民間利用が開始された。
2017年には運輸大臣からモルディビアン航空のマレ - ラトゥマラナ便の就航が計画されており国際線が50年ぶりに復活すると発表が行われ、2018年には開港80周年記念式典と共にラトゥマラナ空港の整備計画が発表された。この整備計画は2030年までの期間にもので、それによれば誘導路の新設や格納庫の改装、新管制塔の建設が行われ、その費用は総額14億7900万スリランカ・ルピーにものぼる。その内訳の一部は以下の通り
- 1億5000万スリランカ・ルピー - 航空管制施設（誘導路、エプロン、管制塔の新設）

- 6億2500万スリランカ・ルピー - 空軍基地内の格納庫3棟の新設、空港管理棟の新設

整備計画の実施に伴って2017年12月12日にスリランカ空軍と民間航空局の間で取り決めがなされ、第8輸送飛行隊、ヘリツアーズ、第68飛行中隊が空軍基地内に新設される格納庫へ移動することが決定した。また、ラトゥマラナ空港の運営権がスリランカ民間航空局からエアポート&アビエーションサービス株式会社へ移管されることが決定した。

## 進入ルート
コロンボ中心部に位置するがゆえにラトゥマラナ空港への進入ルートは制限がかかっている。国会議事堂上空の飛行制限区域であり、国会議事堂の上空１カイリに飛行制限があるためこの空港を離陸した航空機は急上昇を行わなければならない。現在はより大型の航空機の就航のため、航空局が飛行制限を0.25カイリに縮小することを検討している。

## 就航路線

### 旅客便
| 航空会社       | 就航地 | ターミナル |
| -------------- | --- | ---------- |
| フィッツ・エア | ジャフナ空港, トリンコマリー空港 チャーター便: アンパーラ空港, アヌラーダプラ空港, バッティカロア空港, マッタラ・ラージャパクサ国際空港, ウィーラウィラ空港, Hingurakgoda空港, カトゥクルンダ空港, コッガラ空港, シーギリヤ空港, バブニヤ空港 | 1          |
| ヘリツアーズ   | アンパーラ空港, アヌラーダプラ空港, バッティカロア空港, マッタラ・ラージャパクサ国際空港, ジャフナ空港, キリノッチ空港, トリンコマリー空港, バブニヤ空港                                                                                      | 1          |
| Simplifly      | チャーター便: アヌラーダプラ空港, ジャフナ空港, カトゥクルンダ空港, コッガラ空港, ミンネリヤ空軍基地, シーギリヤ空港, トリンコマリー空港 | 1          |

### 貨物便
| 航空会社         | 就航地                           | ターミナル |
| ---------------- | -------------------------------- | ---------- |
| フィッツ・エア   | ジャフナ空港                     | 2          |
| ランカン・カーゴ | ジャフナ空港, トリンコマリー空港 | 2          |